# Blaesheim
Blaesheim je občina v departmaju Bas-Rhin francoske regije Alzacija.
Leta 2009 je v občini živelo 1.281 oseb oz. 129 oseb/km².